# Baressa
Baressa è un comune italiano di 539 abitanti della provincia di Oristano in Sardegna, nella regione storica della Marmilla, vi ha sede il consorzio di agenzia di sviluppo locale "due giare" il quale abbraccia un territorio storico-geografica dell'Alta Marmilla, dei monti Arci e Grighine, il paese è noto per le numerose piante di mandorle esistenti nel suo territorio e per i "portali".

## Storia
L'area fu abitata già nell'età del bronzo per la presenza sul territorio di numerosi nuraghi.
Nel Medioevo appartenne al Giudicato di Arborea e fece parte della curatoria della Marmilla. Alla sconfitta del giudicato ad opera degli aragonesi (1410) entrò a far parte della Contea di Quirra, incorporato nell'Incontrada di Parte Monti, feudo dei Carroz. Nel 1603 la contea fu trasformata in marchesato, feudo dei Centelles. Dai Centelles passò agli Osorio, a cui fu riscattato nel 1839 con la soppressione del sistema feudale, per cui divenne un comune amministrato da un sindaco e da un consiglio comunale.
Nel 1927 venne aggregato a Baressa il comune di Baradili, che recuperò l'autonomia nel 1945.

### Simboli
Lo stemma del Comune di Baressa è stato concesso con decreto del presidente della Repubblica del 7 aprile 2003.
(D.P.R. 07.04.2003 concessione di stemma e gonfalone)
Il gonfalone è un drappo di giallo.

## Monumenti e luoghi d'interesse

### Siti archeologici
Nel territorio di Baressa sono presenti tre nuraghi:
- Nuraghe Molas
- Nuraghe Monte Majore
- Nuraghe su Sensu

## Società

### Evoluzione demografica
Abitanti censiti

### Lingue e dialetti
La variante del sardo parlata a Baressa è il campidanese occidentale.

## Cultura

### Eventi
A fine agosto o inizi di settembre si svolge la "Sagra della mandorla".

## Amministrazione
| Periodo         | Periodo         | Primo cittadino    | Partito                          | Carica  | Note |
| --------------- | --------------- | ------------------ | -------------------------------- | ------- | ---- |
| 31 maggio 2015  | 26 ottobre 2020 | Piergiorgio Corona | Lista civica "Uniti per Baressa" | Sindaco |      |
| 26 ottobre 2020 | in carica       | Mauro Cau          | Lista civica "Baressa rinasce"   | Sindaco |      |